# Licey-sur-Vingeanne
Licey-sur-Vingeanne és un municipi francès, situat al departament de la Costa d'Or i a la regió de Borgonya - Franc Comtat. L'any 2007 tenia 100 habitants.

## Demografia

### Població
El 2007 la població de fet de Licey-sur-Vingeanne era de 100 persones. Hi havia 43 famílies, de les quals 11 eren unipersonals (7 homes vivint sols i 4 dones vivint soles), 14 parelles sense fills, 14 parelles amb fills i 4 famílies monoparentals amb fills.
La població ha evolucionat segons el següent gràfic:
Habitants censats

### Habitatges
El 2007 hi havia 55 habitatges, 41 eren l'habitatge principal de la família, 11 eren segones residències i 4 estaven desocupats. 51 eren cases i 2 eren apartaments. Dels 41 habitatges principals, 34 estaven ocupats pels seus propietaris i 6 estaven llogats i ocupats pels llogaters; 1 tenia dues cambres, 5 en tenien tres, 14 en tenien quatre i 22 en tenien cinc o més. 35 habitatges disposaven pel capbaix d'una plaça de pàrquing. A 22 habitatges hi havia un automòbil i a 16 n'hi havia dos o més.

### Piràmide de població
La piràmide de població per edats i sexe el 2009 era:
| Homes | Edats   | Dones |
| ----- | ------- | ----- |
| 0     | 95 o +  | 0     |
| 0     | 90 a 94 | 0     |
| 0     | 85 a 89 | 0     |
| 0     | 80 a 84 | 0     |
| 0     | 75 a 79 | 4     |
| 4     | 70 a 74 | 4     |
| 0     | 65 a 69 | 0     |
| 4     | 60 a 64 | 4     |
| 0     | 55 a 59 | 0     |
| 0     | 50 a 54 | 0     |
| 4     | 45 a 49 | 0     |
| 0     | 40 a 44 | 12    |
| 4     | 35 a 39 | 4     |
| 0     | 30 a 34 | 4     |
| 4     | 25 a 29 | 4     |
| 0     | 20 a 24 | 0     |
| 0     | 15 a 19 | 0     |
| 4     | 10 a 14 | 8     |
| 0     | 5 a 9   | 0     |
| 0     | 0 a 4   | 4     |

## Economia
El 2007 la població en edat de treballar era de 62 persones, 46 eren actives i 16 eren inactives. De les 46 persones actives 42 estaven ocupades (24 homes i 18 dones) i 4 estaven aturades (1 home i 3 dones). De les 16 persones inactives 3 estaven jubilades, 3 estaven estudiant i 10 estaven classificades com a «altres inactius».
Activitats econòmiques
Dels 4 establiments que hi havia el 2007, 2 eren d'empreses de construcció i 2 d'empreses de serveis.
Dels 2 establiments de servei als particulars que hi havia el 2009, 1 era una fusteria i 1 lampisteria.
L'any 2000 a Licey-sur-Vingeanne hi havia 7 explotacions agrícoles que ocupaven un total de 363 hectàrees.

## Poblacions més properes
El següent diagrama mostra les poblacions més properes.